# Criniger chloronotus
Bulbul-de-dorso-verde ou tuta-de-dorso-verde (Criniger chloronotus) é uma espécie de ave da família Pycnonotidae.
Pode ser encontrada nos seguintes países: Angola, Camarões, República Centro-Africana, República do Congo, República Democrática do Congo, Guiné Equatorial, Gabão, Nigéria e Uganda.
Os seus habitats naturais são: florestas subtropicais ou tropicais húmidas de baixa altitude e regiões subtropicais ou tropicais húmidas de alta altitude.